# Tobias Fröberg
Lars Ante Tobias Fröberg, född 25 januari 1973, är en svensk artist, låtskrivare och musikproducent.

## Biografi
Tobias Fröberg är son till musikläraren och jazzmusikern Ante Fröberg. Före musikkarriären var Fröberg verksam på Gotlands Allehanda, Gotlands Tidningar, Expressen och Aftonbladet, där han skrev krönikor om jazz, samt vidare skribent i Café och svenska Elle. Han började sin musikbana som artist och gav ut fyra soloalbum 2004–2010. Den andra soloskivan Somewhere in the city (som i engelsk press hyllades och bland annat kallades för "en av de bästa singer songwriter-albumen någonsin") gavs ut 2006 av Alan McGee på Poptones,. Flera av skivorna tillkom i samarbete med mixaren, producenten och musikern Linus Larsson. Fröberg turnerade också mycket utomlands. Albumen släpptes i ca 35 länder.
Efter 2010 har Fröberg verkat enbart som låtskrivare och producent. 
Han har bland annat arbetat med artister som Ane Brun (Fröberg producerade albumen It all starts with one och When Im free samt fristående låtar som Big in Japan och Springa), Frida Hyvönen (Kvinnor och barn), Kleerup (Recapture), Vilma Flood (Moodswinger), Peter Morén (I spåren av tåren), Peter Jöback, Astrid S, Sofia Karlsson, Kathryn Williams, Oystein Greni (Pop Noir), Skott (Paulina Skött), Nicolai Dunger, Hank von Hell of Turbonegro, Existensminimum, Lisa Ekdahl, Loreen, Jill Johnson (Open your heart, Så mycket bättre), Ricky Ross of Deacon Blue, Erato, Allen Tuissaint, Ine Hoem (Moonbird), Anna Bergendahl, Janne Schraa, Brooke Frasier, Tomas Andersson Wij (Spår), Viktor Olsson (Stenungsund), Emil Jensen, Theresa Andersson, Moa Lignell, Mikael Persbrandt, Lars Bygdén, Christel Alsos, Björn Eidsvåg, Torun Eriksen, Karen Busck, Dolche, Ask Carol med flera. 
Den 22 januari 2021 släpptes första singeln, Lights, från ett projekt Fröberg initierat tillsammans med Alba August. Den 9 april samma år kom uppföljaren, Killing Time.
Han var nominerad till årets producent på svenska grammis 2012 och ledde SVT-serien Sápmi Sessions i två säsonger (2010, 2013).
Fröberg har blivit nominerad till grammisar för bland andra It all starts with one (Ane Brun), Kvinnor och barn (Frida Hyvönen), EQ och Hommage (Merit Hemingson), Give me that slow knowing smile (Lisa Ekdahl).
Fröberg har producerat och skrivit musik till ett antal tv-serier, reklamfilmer och två radio-julkalendrar (SR). 
Fröberg har gjort eller haft sin musik i tv-serier som Better call Saul (då i ett samarbete med Björn och Benny från Abba), Greys Anatomy, Bored to death, Weeds, Six feet under, Blomstertid (som exklusivt använde Fröbergs musikkatalog) med flera.
Fröberg var under tonåren en talangfull fotbollsspelare som bland annat valdes till årets junior på Gotland 1988. Han spelade i distriktslag (Gotland) och gick därefter på fotbollsgymnasium i Visby. 

## Soloalbum
- For Elisabeth Wherever She Is (2004)
- Somewhere In The City (2006)
- Turn Heads (2008)
- The Big Up (2010)